# Bahnstrecke Waldheim–Rochlitz
| Ausschnitt der Streckenkarte Sachsen von 1902 |                         |                                        |                                |
| Streckennummer: | 6631; sä. WR            |                                        |                                |
| Kursbuchstrecke (DB): | 528 (1997)              |                                        |                                |
| Kursbuchstrecke: | 145h (1934) 170b (1946) |                                        |                                |
| Streckenlänge: | 20,690 km               |                                        |                                |
| Spurweite: | 1435 mm (Normalspur)    |                                        |                                |
| Maximale Neigung: | 17,2 ‰                  |                                        |                                |
| Minimaler Radius: | 210 m                   |                                        |                                |
| |                         |                                        |                                |
| \| \| \| von Chemnitz Hbf \| \| \| \| \| von Kriebethal \| \| \| \| 0,00 \| Waldheim \| 236 m \| \| \| \| nach Riesa \| \| \| \| 0,50 \| EÜ (15 m) \| EÜ (15 m) \| \| \| 1,28 \| EÜ Wirtschaftsweg (12 m) \| EÜ Wirtschaftsweg (12 m) \| \| \| 3,75 \| Hartha (Kr Döbeln) \| 283 m \| \| \| \| Wasserscheide Zschopau/Zwickauer Mulde \| 296 m \| \| \| 8,80 \| Brücke Geringswalde (48 m) \| Brücke Geringswalde (48 m) \| \| \| 9,41 \| Geringswalde \| 255 m \| \| \| 11,63 \| Arras \| 260 m \| \| \| 12,92 \| EÜ Hauptstraße (14 m) \| EÜ Hauptstraße (14 m) \| \| \| 14,45 \| Brücke Aubach (16 m) \| Brücke Aubach (16 m) \| \| \| 14,71 \| Brücke Aubach (18 m) \| Brücke Aubach (18 m) \| \| \| 14,88 \| Obstmühle (ehem. Bf) \| 202 m \| \| \| 17,31 \| Brücke Aubach (19 m) \| Brücke Aubach (19 m) \| \| \| 17,51 \| Brücke Aubach (18 m) \| Brücke Aubach (18 m) \| \| \| 18,11 \| Brücke Aubach (20 m) \| Brücke Aubach (20 m) \| \| \| 18,39 \| Brücke Aubach (20 m) \| Brücke Aubach (20 m) \| \| \| 18,73 \| Döhlen (b Rochlitz/Sachs) \| 160 m \| \| \| 20,15 \| Brücke Zwickauer Mulde (114 m) \| Brücke Zwickauer Mulde (114 m) \| \| \| \| von (Wurzen–) Großbothen \| \| \| \| 20,69 \| Rochlitz (Sachs) \| 162 m \| \| \| \| nach Glauchau \| \| \| \| \| nach Penig \| \| |                         |                                        |                                |
| Strecke |                         | von Chemnitz Hbf                       | von Chemnitz Hbf               |
| Abzweig geradeaus und ehemals von rechts |                         | von Kriebethal                         | von Kriebethal                 |
| Bahnhof | 0,00                    | Waldheim                               | 236 m                          |
| Abzweig ehemals geradeaus und nach rechts |                         | nach Riesa                             | nach Riesa                     |
| Brücke (Strecke außer Betrieb) | 0,50                    | EÜ (15 m)                              | EÜ (15 m)                      |
| Brücke (Strecke außer Betrieb) | 1,28                    | EÜ Wirtschaftsweg (12 m)               | EÜ Wirtschaftsweg (12 m)       |
| Bahnhof (Strecke außer Betrieb) | 3,75                    | Hartha (Kr Döbeln)                     | 283 m                          |
| Kulminations-/Scheitelpunkt (Strecke außer Betrieb) |                         | Wasserscheide Zschopau/Zwickauer Mulde | 296 m                          |
| Brücke (Strecke außer Betrieb) | 8,80                    | Brücke Geringswalde (48 m)             | Brücke Geringswalde (48 m)     |
| Bahnhof (Strecke außer Betrieb) | 9,41                    | Geringswalde                           | 255 m                          |
| Haltepunkt / Haltestelle (Strecke außer Betrieb) | 11,63                   | Arras                                  | 260 m                          |
| Brücke (Strecke außer Betrieb) | 12,92                   | EÜ Hauptstraße (14 m)                  | EÜ Hauptstraße (14 m)          |
| Brücke (Strecke außer Betrieb) | 14,45                   | Brücke Aubach (16 m)                   | Brücke Aubach (16 m)           |
| Brücke (Strecke außer Betrieb) | 14,71                   | Brücke Aubach (18 m)                   | Brücke Aubach (18 m)           |
| Haltepunkt / Haltestelle (Strecke außer Betrieb) | 14,88                   | Obstmühle (ehem. Bf)                   | 202 m                          |
| Brücke (Strecke außer Betrieb) | 17,31                   | Brücke Aubach (19 m)                   | Brücke Aubach (19 m)           |
| Brücke (Strecke außer Betrieb) | 17,51                   | Brücke Aubach (18 m)                   | Brücke Aubach (18 m)           |
| Brücke (Strecke außer Betrieb) | 18,11                   | Brücke Aubach (20 m)                   | Brücke Aubach (20 m)           |
| Brücke (Strecke außer Betrieb) | 18,39                   | Brücke Aubach (20 m)                   | Brücke Aubach (20 m)           |
| Haltepunkt / Haltestelle (Strecke außer Betrieb) | 18,73                   | Döhlen (b Rochlitz/Sachs)              | 160 m                          |
| Brücke über Wasserlauf (Strecke außer Betrieb) | 20,15                   | Brücke Zwickauer Mulde (114 m)         | Brücke Zwickauer Mulde (114 m) |
| Abzweig geradeaus und von rechts (Strecke außer Betrieb) |                         | von (Wurzen–) Großbothen               | von (Wurzen–) Großbothen       |
| Bahnhof (Strecke außer Betrieb) | 20,69                   | Rochlitz (Sachs)                       | 162 m                          |
| Abzweig geradeaus und nach links (Strecke außer Betrieb) |                         | nach Glauchau                          | nach Glauchau                  |
| Strecke (außer Betrieb) |                         | nach Penig                             | nach Penig                     |

Die Bahnstrecke Waldheim–Rochlitz war eine rund 21 km lange eingleisige Nebenbahn in Sachsen. Sie verlief von Waldheim über Hartha und Geringswalde nach Rochlitz. Die 1893 eröffnete Strecke wurde 1998 stillgelegt. Während ihrer Betriebszeit diente sie vorwiegend der Versorgung der regionalen Industrie- und Handelsbetriebe sowie dem lokalen Personenverkehr.

## Geschichte

### Vorgeschichte
Schon in den 1870er Jahren gab es Bestrebungen zum Bahnbau zwischen Waldheim und Rochlitz. 1871 wurde die erste Eingabe an den Sächsischen Landtag gerichtet. Das Vorhaben wurde aber von der Ersten Kammer abgelehnt. Starkes Interesse an einer Bahnverbindung hatten besonders die Städte Geringswalde und Hartha, die sich davon Vorteile für ihre wirtschaftliche Entwicklung versprachen. Jedoch wurde auch die 1872 gestellte Petition, die von Geringswalde, Hartha, Rochlitz und Waldheim unterstützt wurde, abschlägig beschieden. Auch in der Folgezeit konnten keine Fortschritte bei den Bemühungen erzielt werden.
Immerhin genehmigte man 1882 erste Voruntersuchungen zur Rentabilität der Strecke. Am 16. April 1883 wurde das Bauvorhaben erneut abgelehnt. Mit der Eingabe vom 12. November 1883 waren die anliegenden Ortschaften bereit, die für den Bahnbau benötigten Grundstücke auf eigene Kosten aufzukaufen.  Im Dezember 1883 wurde der Geringswalder Bürgermeister selbst bei Ministerien und Eisenbahndeputationen in Dresden vorstellig. Am 7. November 1887 wendeten sich daraufhin die Städte Geringswalde, Hartha, Rochlitz und Waldheim mit einer Petition an die Zweite Kammer,  in der sie sich über die schleppende Entwicklung beschwerten.
Schließlich wurden 1888/89 erste Vorarbeiten für eine Sekundärbahn genehmigt, die noch 1889 begannen. Der eigentliche Bahnbau wurde am 13. März 1890 von der Zweiten Kammer des Sächsischen Landtags erlaubt, die Einwilligung der Ersten Kammer erfolgte kurz darauf. Die genaue Streckenführung war aber noch nicht festgelegt, besonders die Lage des Bahnhofs Hartha war strittig. Ein stadtnaher Bahnhof hätte die Strecke um rund einen Kilometer verlängert sowie zwei weitere Brücken erfordert, eine südlichere Streckenführung dagegen eine größere Entfernung zum Zentrum bedeutet. Trotz des ausdrücklichen Wunsches von Harthas Nachbargemeinden, die Strecke nördlich der Stadt zu führen, setzten sich die Unterstützer der südlichen Variante durch. Damit wurde der Geringswalder Bahnhof ebenfalls südlich der Stadt angelegt. Für den weiteren Streckenverlauf nach Rochlitz standen Varianten durch das Auenbachtal oder das Aubachtal zur Wahl, die größere Zahl der anzubindenden Gemeinden und die zu erwartenden Neigungsverhältnisse gaben den Ausschlag zugunsten der letzteren.

### Bau und Eröffnung der Strecke
Die Bauarbeiten begannen am 1. April 1891. Sowohl in Waldheim als auch in Rochlitz wurden Baubüros eingerichtet, die für den Bahnbau zuständig waren. Vorerst beschränkte sich deren Tätigkeit auf Vermessungen, Grundstücksaufkauf, Bereitstellung von Materialien und Anwerbung von Arbeitskräften. Am 27. Oktober 1891 erfolgte der erste Spatenstich an der Brücke über die Zwickauer Mulde, dem größten Ingenieurbauwerk der Strecke. Umfangreichere Arbeiten fanden aber erst ab Juni 1892 statt. In Döhlen musste ein Teil des Hausberges abgetragen werden, um Platz für Bahn und Straße zu schaffen. Mit dem abgetragenen Gestein wurde das Gelände an der Haltestelle aufgefüllt. Im August 1892 begannen die Arbeiten in Hartha und in Geringswalde, wo zur Planierung des Bahnhofsgeländes 96000 m³ Erdreich bewegt werden mussten. Im November 1892 wurden die Arbeiten in Waldheim aufgenommen. Dort bestanden nach der Erweiterung des Bahnhofs und Abtragung des Hanges an seiner Nordwestseite im Jahr 1888 günstige Voraussetzungen für den Bau.
Zunächst war geplant, die Strecke innerhalb eines Jahres fertigzustellen, da nur zwei größere Kunstbauten erforderlich waren. Der für den 1. Juli 1893 geplante Fertigstellungstermin konnte jedoch nicht gehalten werden, so wurden Gleise erst ab August 1893 verlegt. Zwar wurde kurz darauf für den September 1893 ein Fahrplan veröffentlicht, aber fertig wurde die Strecke schließlich erst im November. Die erste Lokomotive traf am 6. Oktober 1893 in Hartha ein. Nach zweimaliger Verschiebung wurde die Strecke mit sechsmonatiger Verzögerung unter großer Anteilnahme der Bevölkerung am 6. Dezember 1893 mit einem Sonderzug feierlich eröffnet. Zuvor wurde die Postkutschenverbindung zwischen Geringswalde und Rochlitz eingestellt. Mit der Eröffnung erhielt die Strecke ein in Sachsen übliches Kürzel für eine Eisenbahnstrecke, für die Bahnstrecke Waldheim–Rochlitz lautete es WR.

### Betrieb
| Kursbuchstrecke | Zeitraum      |
| --------------- | ------------- |
| 459             | 1914          |
| 145n            | 1939          |
| 170f            | 1941, 1941/42 |
| 170b            | 1944          |
| 433             | 1977, 1981/82 |
| 528             | 1997          |

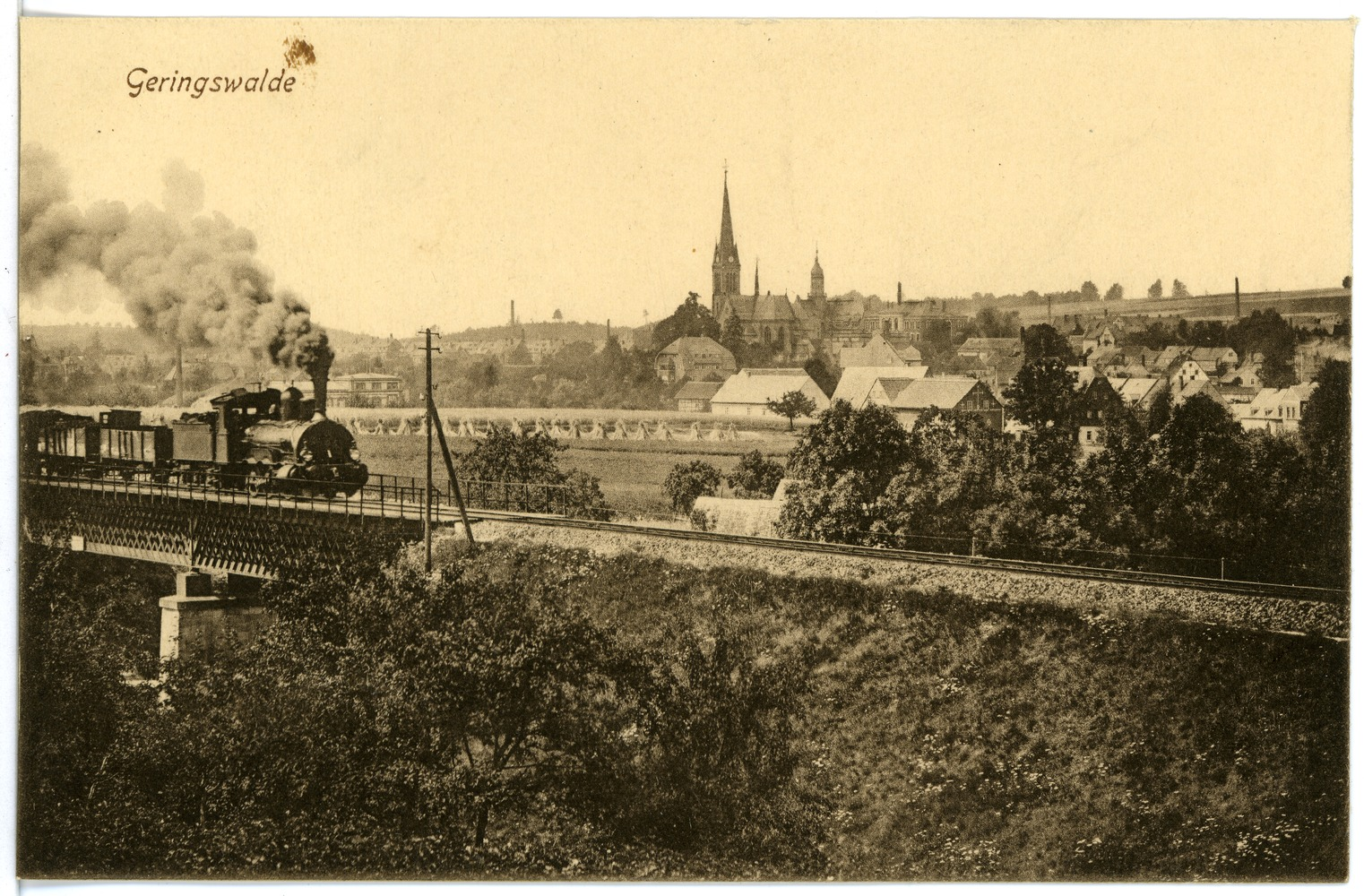
Güterzug mit sächsischer V V auf der Klosterbachbrücke

Die Bahnstrecke diente vorwiegend lokalen Bedürfnissen. Der erste Fahrplan sah vier Zugpaare täglich vor. 1914 verkehrten auf der Kursbuchstrecke 459 werktags acht Züge Richtung Waldheim und sechs Richtung Rochlitz, die für die 21 km lange Strecke etwa 60 bis 70 Minuten brauchten. Hinzu kam ein weiterer Zug von Waldheim bis Geringswalde. Kurzzeitig verkehrten auch an einzelnen Wochentagen durchgehende „Theaterzüge“ nach und von Döbeln. Eine Fotografie belegt den Einsatz der sächsischen Baureihe V V. Nach dem Ersten Weltkrieg sanken die Transportleistungen, zeitweilig fand sogar sonntags kein Personenzugverkehr mehr statt. Zu weiteren Verkehrsstörungen kam es beim Eisenbahnerstreik im Februar 1922. Erst Ende der 1920er Jahre stabilisierten sich die Verkehrsleistungen wieder. Zu dieser Zeit wurde die generelle Fahrplangestaltung als ungenügend empfunden. So wünschte man sich durchgehende Züge von Waldheim bis Narsdorf und bessere Anschlüsse, auch das eingesetzte Wagenmaterial wurde als nicht mehr zeitgemäß angesehen. Die Fahrzeit von durchschnittlich 60 bis 70 Minuten bei reinen Personenzügen hatte sich zu dieser Zeit nicht verändert, auch die Anzahl der Züge (werktags 8 Züge in beide Richtungen, dazu ein weiterer nur von Waldheim bis Geringswalde).
Am 26. September 1940 wurde die Brücke über die Straße von Arras nach Milkau mit Hilfe eines Eisenbahndrehkrans ausgetauscht. Den Zweiten Weltkrieg überstand die Strecke unbeschädigt, Brückensprengungen – wie sie bei anderen Strecken der Umgebung oftmals stattfanden – wurden nicht durchgeführt.
Um 1980 verkehrten im Personenverkehr montags bis freitags drei lokbespannte Zugpaare zwischen Waldheim und Rochlitz mit einer Fahrzeit von etwa 40 min, an Wochenenden zwei lokbespannte Zugpaare und zwei von und nach Altenburg durchgebundene Zugpaare als Triebwagen. Der morgendliche Personenzug von Waldheim nach Rochlitz lief werktags weiter bis Narsdorf. Dazu kam montags bis sonnabends ein GmP-Zugpaar zwischen Geringswalde und Rochlitz, in dessen Fahrplanlage sonntags reine Güterzüge fuhren. Typische Triebfahrzeuge waren zu dieser Zeit die Baureihen 110, 106 und 171/172 der DR, gelegentlich kam auch die Baureihe 118 (sechsachsig) zum Einsatz.
Die Strecke wurde ab 1987 auf dem Abschnitt Waldheim–Döhlen für eine Achslast von 21 Tonnen ausgebaut, was insbesondere die Erneuerung fast aller Brücken auf diesem Abschnitt erforderte. Die Brücke über den Klosterbach in Geringswalde wurde damals nur durch eine voll tragfähige Behelfsbrücke ersetzt, der Einbau einer dauerhaften Konstruktion unterblieb. Ebenso wenig wurde die Brücke über die Zwickauer Mulde zwischen Döhlen und Rochlitz erneuert. Hintergrund der Ausbaumaßnahmen war der Bau eines zentralen Heizkraftwerks für die Stadt Rochlitz in Döhlen, das mit Braunkohle aus dem Lausitzer Braunkohlerevier versorgt werden sollte. So war die Strecke im Sommer 1988 für mehrere Monate durch Bauarbeiten gesperrt. Dabei waren auch Eisenbahnpioniere und Bausoldaten der Nationalen Volksarmee beteiligt. Allerdings wurde das Heizkraftwerk bedingt durch die Wende 1989/90 nicht fertiggestellt.
Nach der Wende im Osten Deutschlands 1989 verlor die Strecke recht rasch ihre Bedeutung im Personen- und Güterverkehr. Wegen zunehmenden Verschleißes der Gleisanlagen stieg die Fahrzeit für die Gesamtstrecke auf etwa eine Stunde. Zum Tag der Sachsen 1995 in der Region Rochlitz verkehrten noch Sonderzüge, die zum Teil über Waldheim bis Riesa durchgebunden wurden. Zeitweilig wurde auch ein Durchlauf von Nahverkehrszuggarnituren von Chemnitz über Waldheim, Rochlitz und Narsdorf wieder nach Chemnitz (oder umgekehrt) eingerichtet. Jedoch wurde wegen der stark zurückgegangenen Nutzung der Reiseverkehr am 1. Juni 1997 eingestellt, der Güterverkehr bereits am 1. Januar 1996.
Am 2. Juni 1998 wurde die Stilllegung durch das Eisenbahnbundesamt genehmigt. Juristisch vollzogen wurde sie am 15. August 1998.
Ende des Jahres 2011 erklärte sich die Deutsche Bahn bereit, die Bahnstrecke zu verkaufen, um einen Bahntrassenradweg zu ermöglichen. Die anliegenden Kommunen kauften die entsprechenden Streckenabschnitte, die auf ihrem Gebiet liegen. Im Frühjahr 2012 wurde mit dem Abbau der Gleis- und Signalanlagen begonnen.

## Streckenbeschreibung

### Verlauf

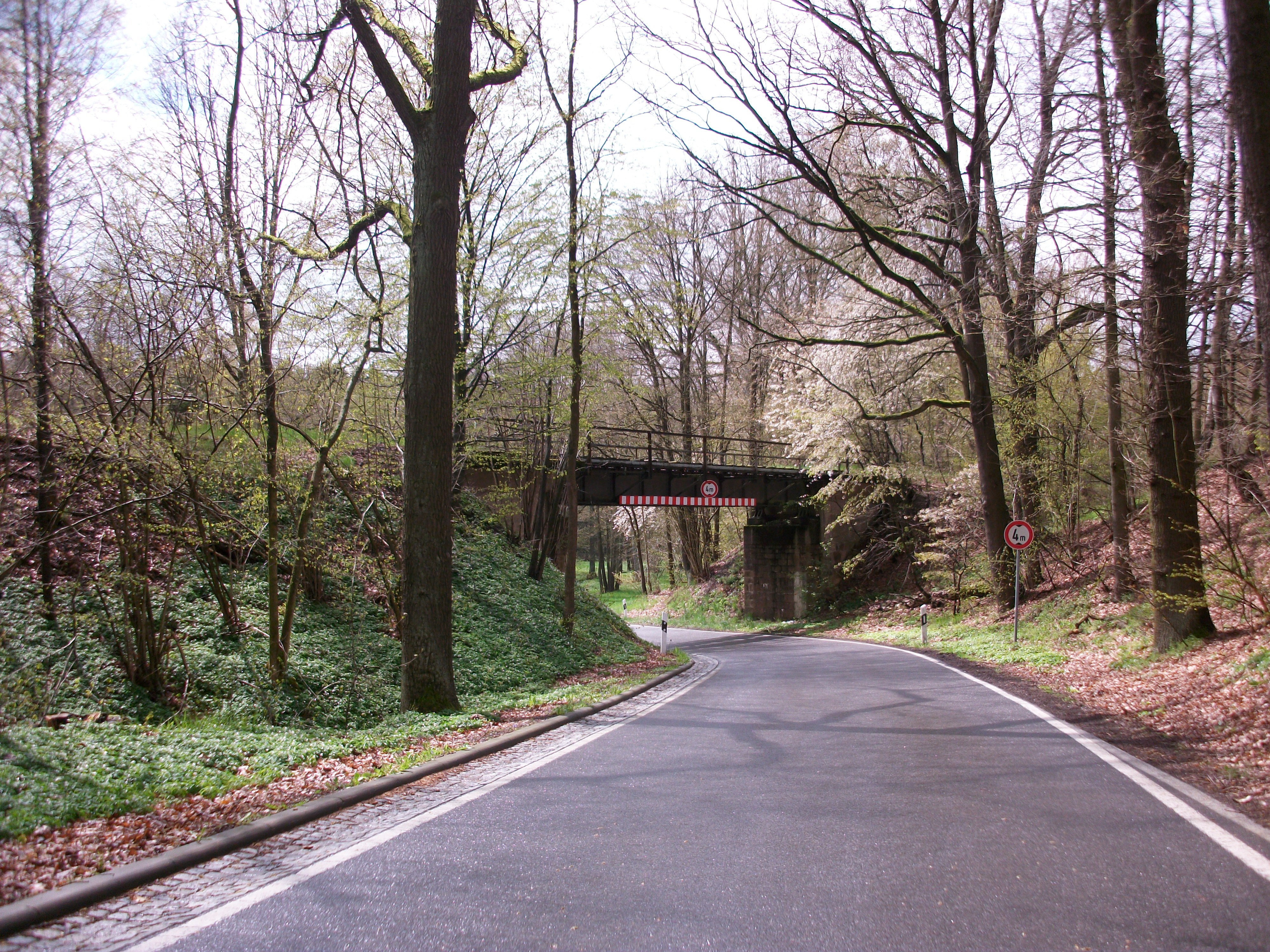
Bahnbrücke bei Arras (2016)

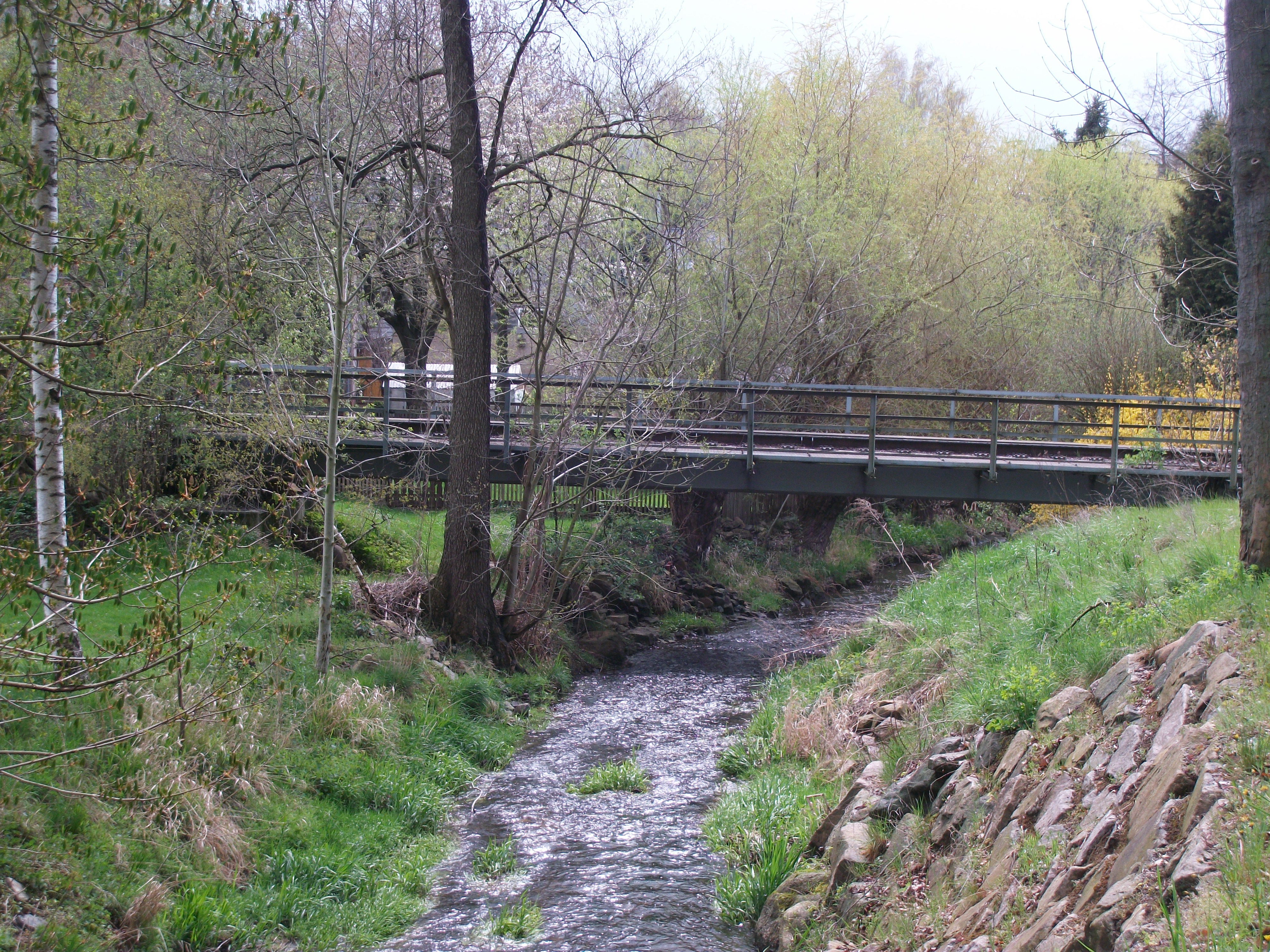
Bahnbrücke in Döhlen (2016)

Die Strecke begann im Bahnhof Waldheim, nach Süden zweigte hier die heute ebenfalls stillgelegte Bahnstrecke Waldheim–Kriebethal ab, während die Bahnstrecke Riesa–Chemnitz noch in Betrieb ist. Die Strecke nach Rochlitz fädelt im nördlichen Bahnhofskopf aus und verlässt die Hauptstrecke in einer langen Kurve in nordwestlicher Richtung. Nach Unterquerung der Ortsumgehung Waldheim (Waldstraße) führt die Bahn vorbei an Richzenhain, bevor der zuletzt durch Halbschranken gesicherte Bahnübergang der Straße zwischen Waldheim und Hartha gequert wird. Etwa 50 m neben der Straße führt die Strecke weiter bis Hartha, an der Bahnhofseinfahrt wurde nochmals ein mit Schranken gesicherter Bahnübergang gequert.
Vom am südlichen Stadtrand gelegenen Bahnhof verläuft die Strecke nach einer langen Linkskurve in südwestlicher Richtung durch das Waldstück Fröhne. In der Fröhne überquert die bis hierher von Waldheim ansteigende Strecke die Wasserscheide zwischen Zschopau und Zwickauer Mulde, fortan fällt die Strecke bis Rochlitz stetig. Direkt vorbei am Fröhnteich wird der ebenfalls am südlichen Stadtrand gelegene Bahnhof Geringswalde erreicht, kurz zuvor wird noch die Brücke Geringswalde passiert. Bis Arras verläuft die Strecke nun direkt in Richtung Süden, nach Arras schwenkt sie wieder in Richtung Südwesten. Bis Dohlen verläuft die Bahnstrecke nun im Tal des Aubachs. Hinter Arras wird nochmals ein Waldstück durchquert, bevor es ab Obstmühle in westlicher Richtung bis Rochlitz weitergeht. Zunächst wird Döhlen durchfahren, die gleichnamige Station befand sich im Westen des Ortes. Direkt an der Einfahrt lag der durch Halbschranken gesicherte Bahnübergang der heutigen Bundesstraße 175 (⊙), an dem es trotzdem regelmäßig zu schweren Unfällen kam. Über die in einer Linkskurve liegende Brücke über die Zwickauer Mulde wurde der Bahnhof Rochlitz (Sachs) erreicht.

### Betriebsstellen
Waldheim ⊙

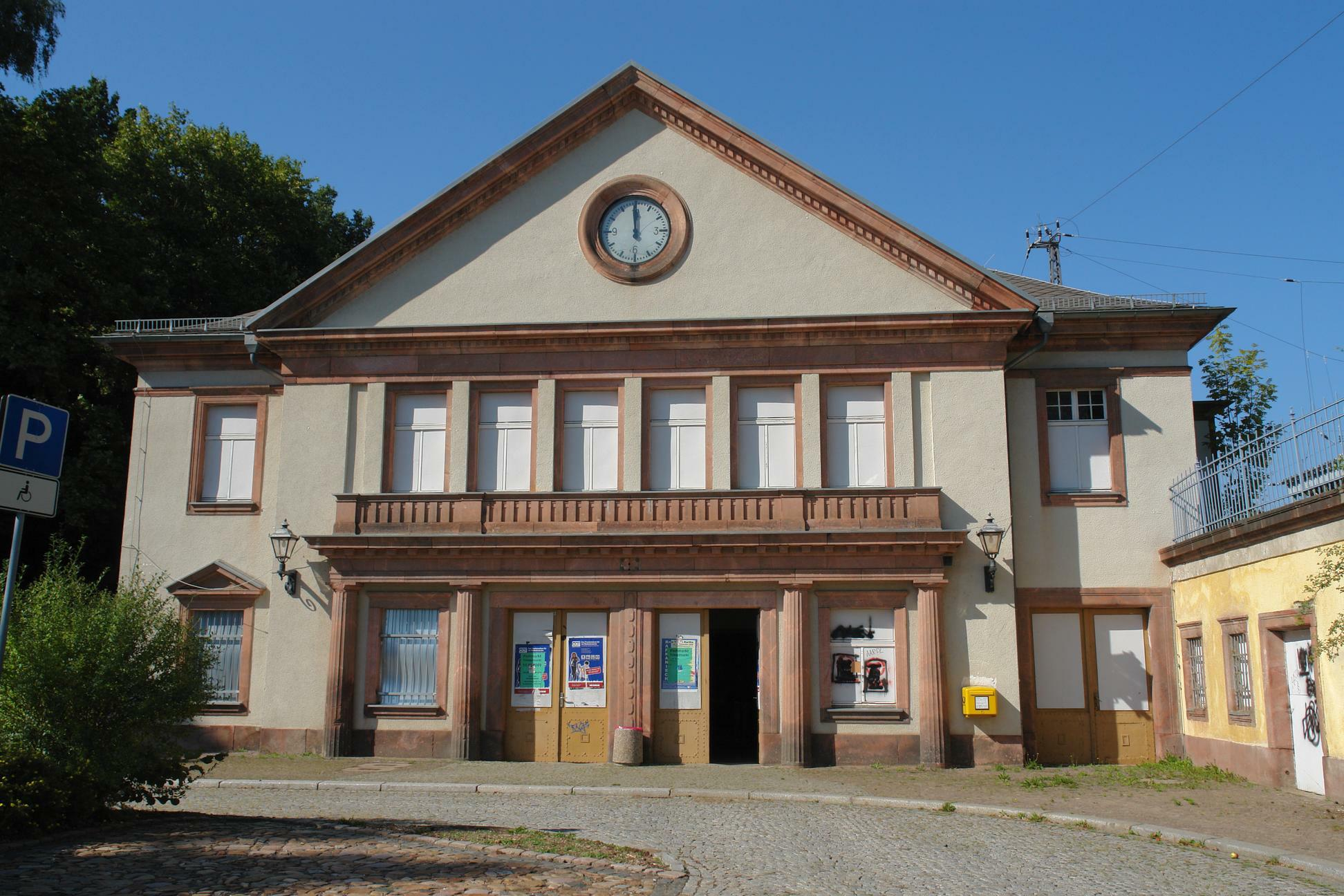
Bahnhof Waldheim, Empfangsgebäude

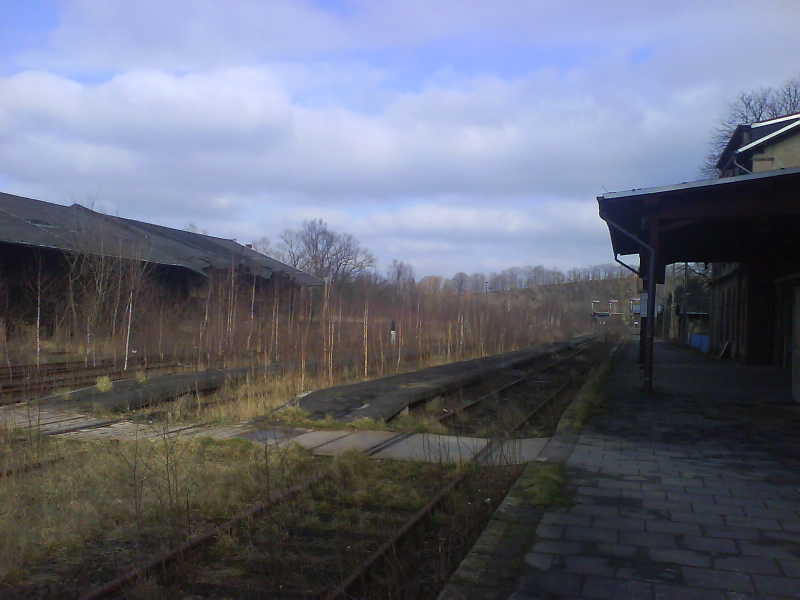
Bahnhof Rochlitz (2007)

Eröffnet wurde der Bahnhof Waldheim 1852 mit dem Streckenabschnitt Limmritz–Chemnitz, dem letzten Teilstück der Bahnstrecke Riesa–Chemnitz. Obwohl mit den Strecken Waldheim-Rochlitz und Waldheim–Kriebethal (eröffnet 1896) zwei Nebenbahnen hier begannen, waren die Gleisanlagen des Trennungsbahnhofs für diese abzweigenden Strecken recht einfach ausgeführt. So gab es für die Züge Richtung Rochlitz nur ein Gleis mit Umsetzmöglichkeit. Dieses lag am Inselbahnsteig, dem inzwischen einzigen Bahnsteig überhaupt (ein zweiter Bahnsteig ohne Überdachung existierte bis zum Wiederaufbau des zweiten Gleises der Hauptbahn und ihrer Elektrifizierung), gegenüber liegt das Bahnsteiggleis der Hauptbahn Riesa–Chemnitz. Zwischenzeitlich wurde auch die Rochlitzer Seite des Inselbahnsteigs in die Hauptbahn eingebunden, das Gleis wurde mittlerweile wieder aufgelassen. Das Empfangsgebäude steht leer und verfällt zunehmend, auch der lange Güterschuppen wird nicht mehr genutzt, ebenso das über eine Drehscheibe angebundene Heizhaus, in dem früher Lokomotiven für den Rangierdienst sowie die Übergaben zu den Papierfabriken im Zschopautal stationiert waren. Nur mehrere Ladestraßen blieben noch einige Jahre in Betrieb. Inzwischen (2016) ist außer den Hauptgleisen und den Gleisverbindungen zwischen ihnen nur noch ein Überholgleis im Gebrauch.
Hartha (Kr Döbeln) ⊙

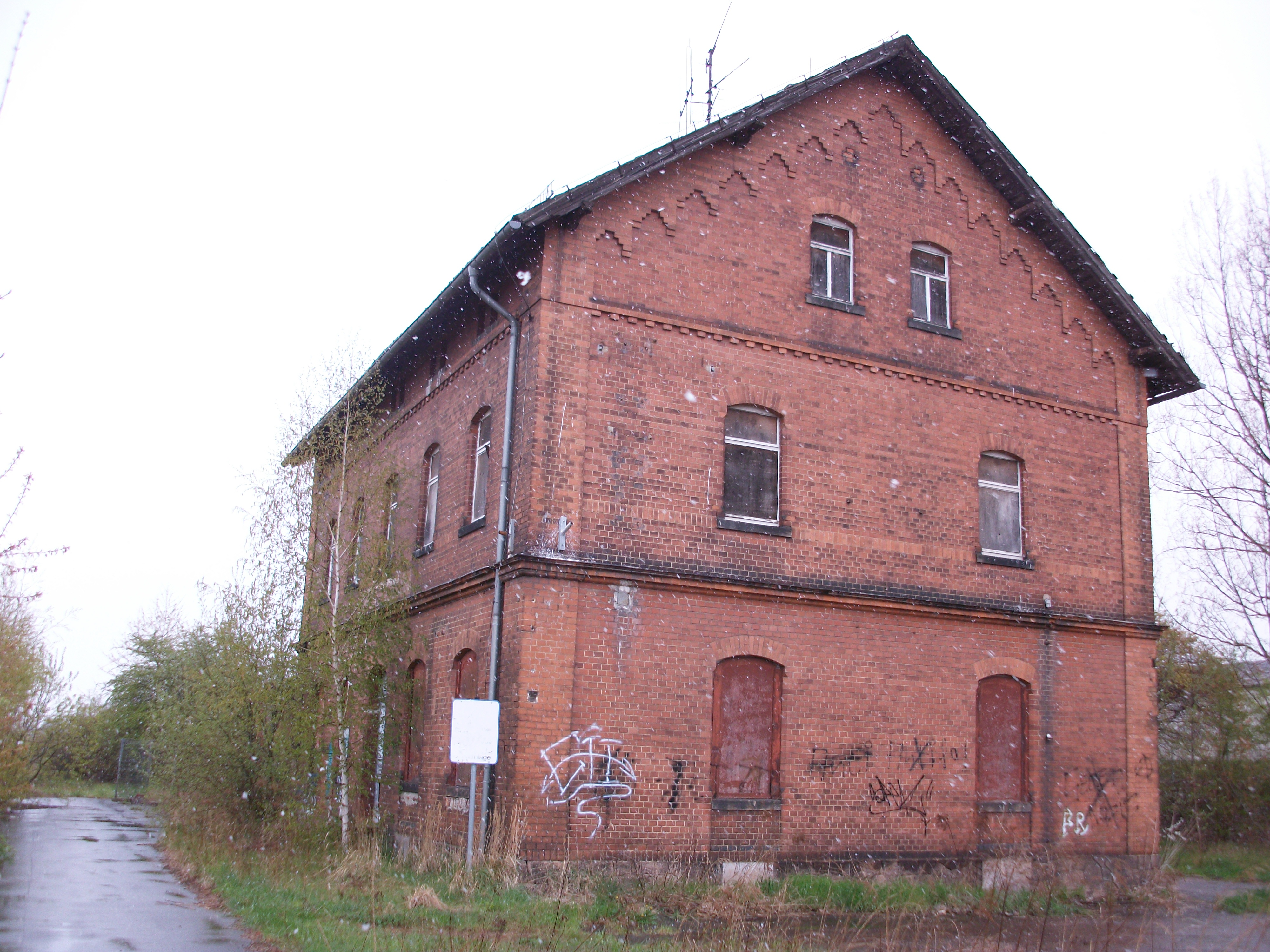
Bahnhof Hartha (Kr Döbeln), Gleisseite (2016)

Nach Geringswalde war Hartha der zweitwichtigste Zwischenbahnhof der Strecke. Für den Personenverkehr standen zwei Bahnsteige zur Verfügung, da hier gelegentlich Zugkreuzungen stattfanden. Viel größere Bedeutung hatte Hartha aber im Güterverkehr. Zum Bahnhof gehörten vier Anschlüsse, von denen drei bis kurz vor der Betriebseinstellung bedient wurden. Neben einem Anschluss zur BHG gehörte vor allem die Textilindustrie zu den wichtigsten Güterkunden. An Hochbauten waren ein Empfangsgebäude (ein sächsischer, zweieinhalbstöckiger in Ziegelbauweise ausgeführter Typenbau), ein Güterschuppen, ein Wirtschaftsgebäude, eine Laderampe und ein Wohnhaus vorhanden. Für die umfangreichen Rangieraufgaben wurde 1936 eine fabrikneue Kö I (Betriebsnummer 0236, gebaut von Windhoff) des Bahnbetriebswerks Riesa in Hartha stationiert. Mindestens bis 1945 war eine Kleinlok hier stationiert.
Der Bahnhof trug während seiner Betriebszeit vier unterschiedliche Namen, im Einzelnen waren dies:
- bis 30. September 1904: Bahnhof Hartha bei Waldheim
- bis 30. Juni 1911: Bahnhof Hartha (Stadt)
- bis 3. Oktober 1953: Bahnhof Hartha Stadt
- seit 4. Oktober 1953: Bahnhof Hartha (Kr Döbeln)

Geringswalde ⊙

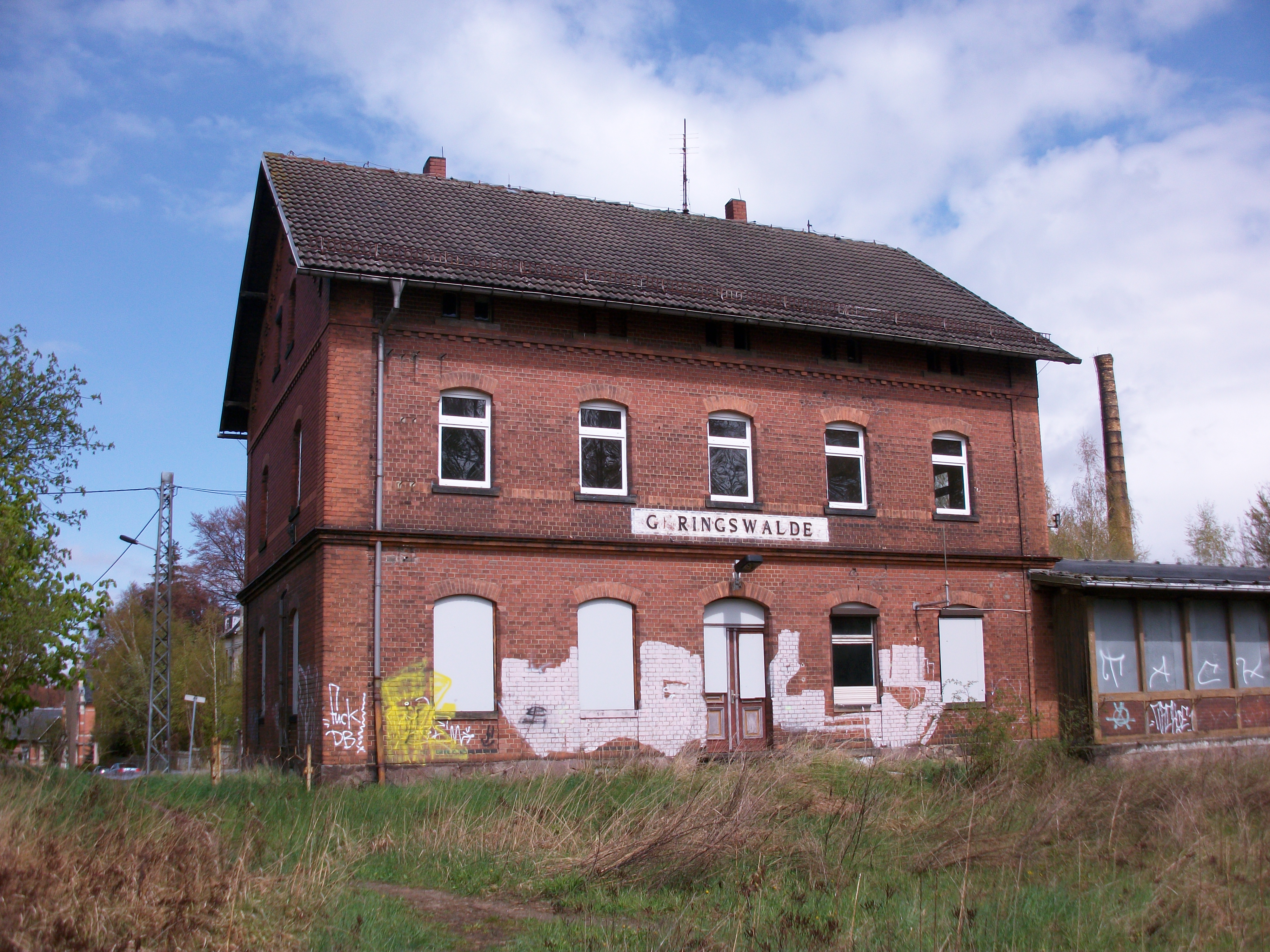
Bahnhof Geringswalde, Gleisseite (2016)

Der Bahnhof verfügte über einen Inselbahnsteig, an dem Zugkreuzungen stattfinden konnten und der durch einen Tunnel (an dessen Zugang sich eine seit den 1970er Jahren nicht mehr benutzte Bahnsteigsperre befand) aus dem Empfangsgebäude zugänglich war. Letzteres war vom selben Typ wie das in Hartha (Kr Döbeln), wurde jedoch durch eine geräumige Wartehalle erweitert, deren östliche Innenwand durch ein Wandgemälde mit Eisenbahnmotiven verziert war.
Nachdem sich der erste Güterschuppen auf der Südseite des Bahnhofs als zu klein erwies, wurde auf der Nordseite ein zweiter, größerer gebaut. In den dreißiger Jahren wurde zu Rangierzwecken eine Kleinlokomotive hier stationiert. Nach dem Zweiten Weltkrieg wurden zwei Gleise zu Reparationszwecken demontiert.
Der Güterverkehr diente der örtlichen Industrie und dem Landhandel. Für diesen gab es ein eigenes Anschlussgleis, ebenso für einen Zweigbetrieb der Vereinigten Werkzeugfabriken, das über eine Segmentdrehscheibe auch den Anschluss des Kraftfuttermischwerks ans Eisenbahnnetz herstellte. An beiden Enden des Bahnhofs befand sich ein Bahnübergang. Der östliche von ihnen wurde seit Mitte der siebziger Jahre jedoch für Straßenfahrzeuge ständig geschlossen gehalten und konnte nur von Fußgängern genutzt werden. Bei der Ertüchtigung der Strecke für höhere Achslasten in den achtziger Jahren war in Geringswalde ein Bauzug stationiert.
Arras ⊙

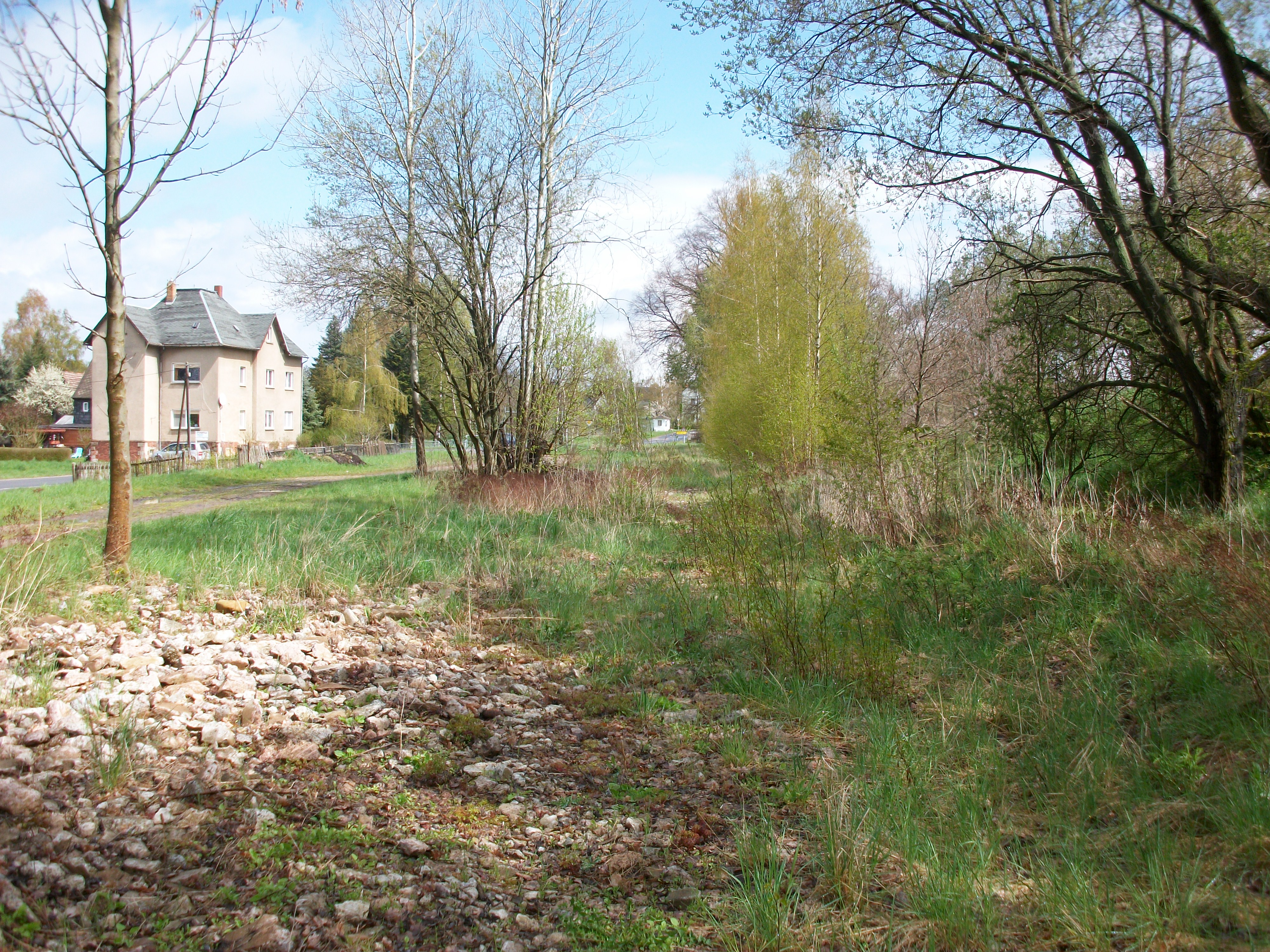
Ehem. Haltepunkt Arras (2016)

Am Haltepunkt Arras gab es bis Ende des Zweiten Weltkriegs ein privates Anschlussgleis. Die Wartehalle wies ein Holzpflaster auf. Sie ist nicht mehr vorhanden. Der Standort des Bahnhofs ist mit Gebüsch überwuchert, teilweise befindet sich Abbruchmaterial von Gebäuden auf dem Areal.
Obstmühle ⊙

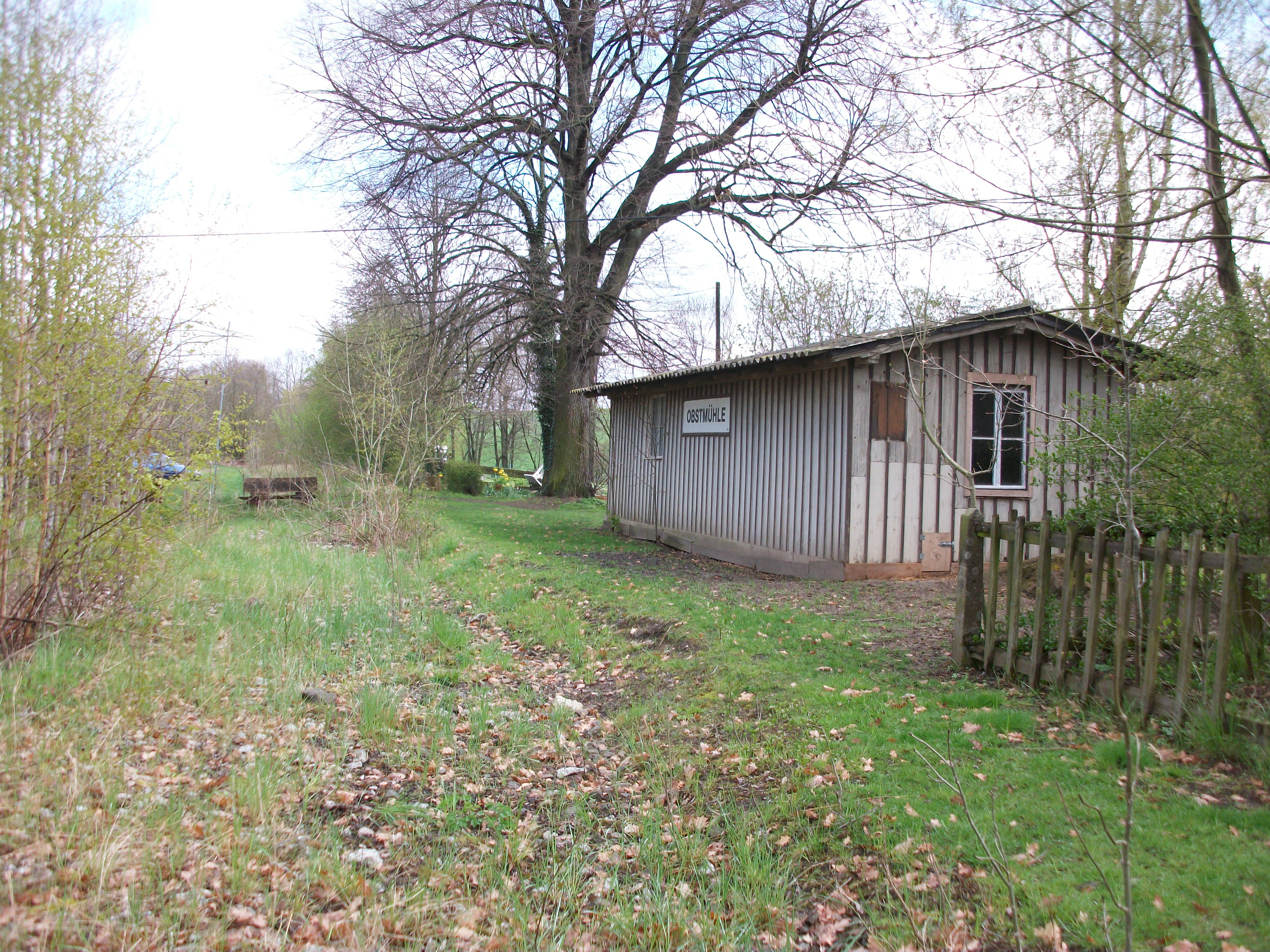
Haltepunkt Obstmühle (2016)

Die ehemalige Haltestelle wurde nach Abbau des Ladegleises zum Haltepunkt. Neben der Wartehalle stand der Wagenkasten eines gedeckten Güterwagens der Bauart (Gattungsbezirk) Stettin, der als Lagerraum genutzt wurde. Das Gebäude mit dem Stationsschild ist noch vorhanden.
Döhlen (b Rochlitz/Sachs) ⊙
Die westlich des gleichnamigen Orts gelegene Haltestelle Döhlen hatte als solche bis zur Betriebseinstellung Bestand. Sie diente im Güterverkehr dem nahegelegenen Werk des VEB Orsta-Hydraulik Rochlitz und der Verladung landwirtschaftlicher Güter. Das Wartehaus aus DDR-Zeiten am Rand des Areals überlebte die Zeit bis in die Gegenwart.
Die Station trug während ihrer Betriebszeit schon drei unterschiedliche Namen, im Einzelnen waren dies:
- bis 30. Juni 1911: Döhlen bei Rochlitz
- bis 21. Dezember 1933: Döhlen b Rochlitz (Sa)
- seit 22. Dezember 1933: Döhlen (b Rochlitz/Sachs)

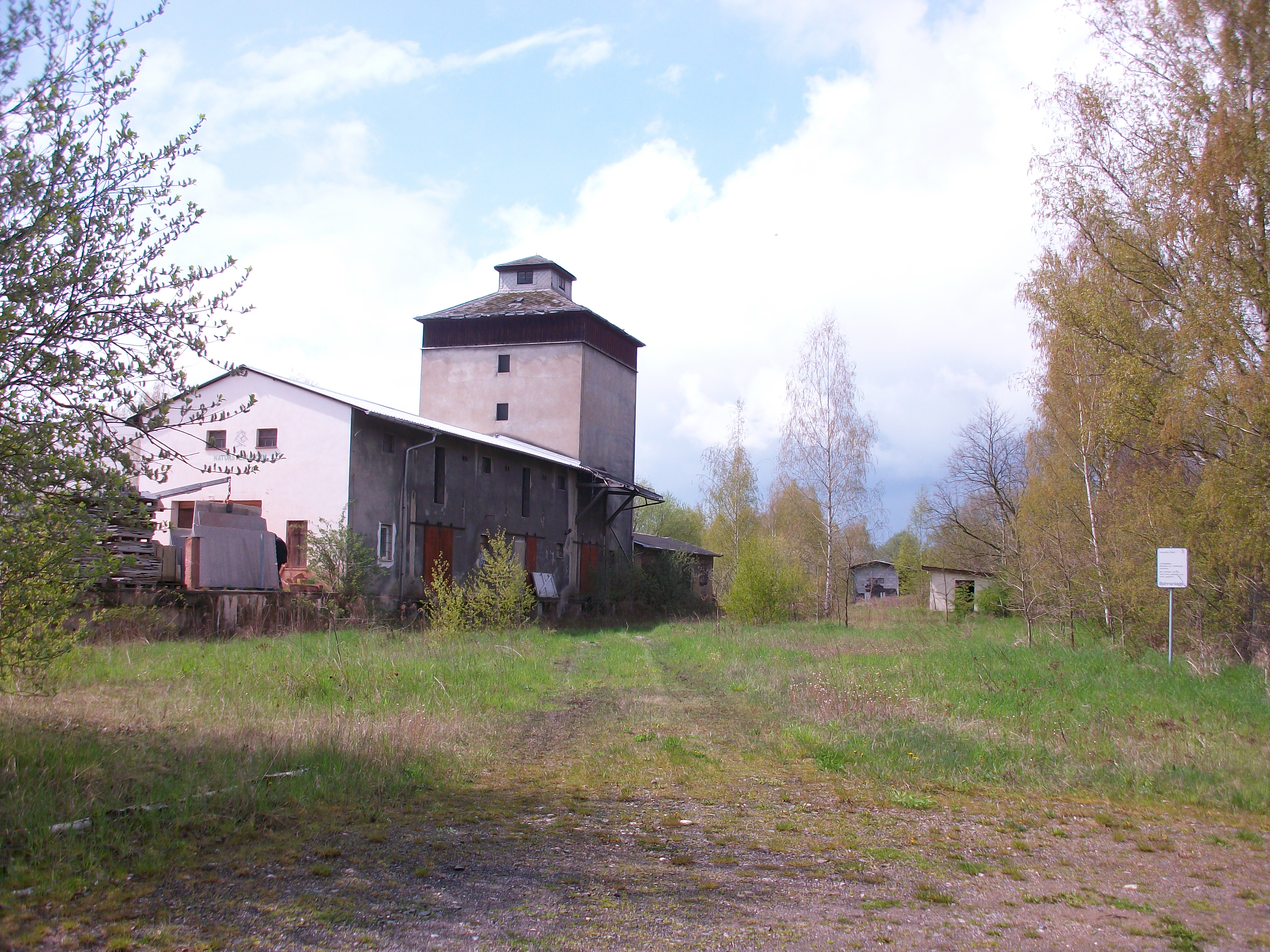
Haltepunkt Döhlen (2016)
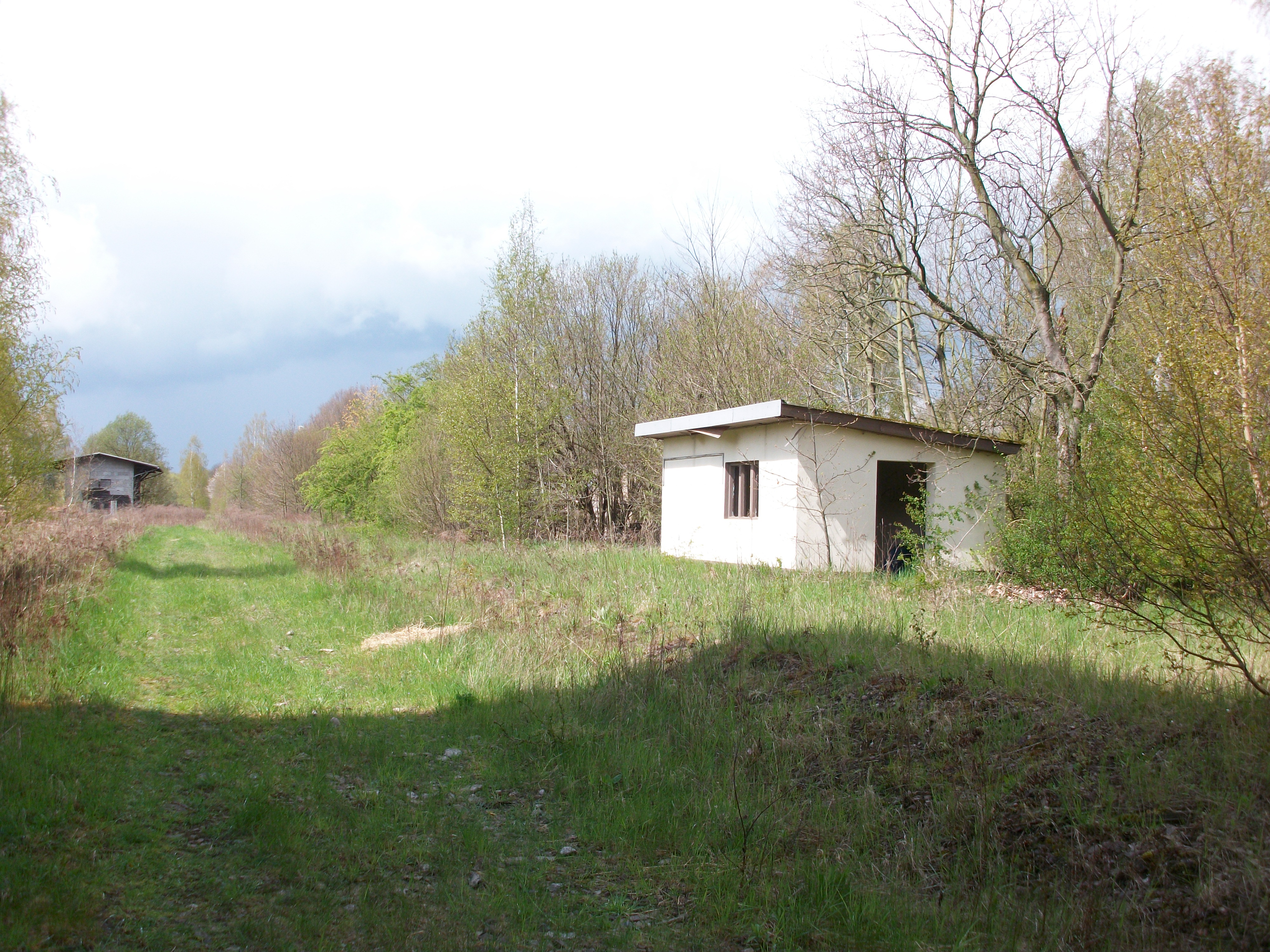
Haltepunkt Döhlen nach Abbau der Gleise (2016)

Rochlitz (Sachs) ⊙
Eröffnet wurde der Bahnhof am 8. April 1872 zusammen mit der Bahnstrecke Rochlitz–Narsdorf–Penig. 1875 wurde der Abschnitt Rochlitz–Großbothen der Bahnstrecke Glauchau–Wurzen („Muldentalbahn“) eröffnet, die 1876 bis Penig verlängert wurde, die Gesamtstrecke bis Glauchau war 1877 befahrbar. Mit der Eröffnung der Muldentalbahn wurde Rochlitz zum Eisenbahnknoten, so entstanden hier Lokbehandlungsanlagen aus denen sich später das Bahnbetriebswerk Rochlitz entwickelte. Neben den Zügen aus Waldheim endeten auch Züge der 1902 eröffneten Bahnstrecke Wechselburg–Küchwald („Chemnitztalbahn“) in Rochlitz.
In den folgenden Jahrzehnten wurden alle Bahnstrecken rege genutzt, neben dem Sandabbau im Muldental hatte auch die Papier- und Textilindustrie großen Anteil am Güterverkehr, im Personenverkehr war vor allem der Berufsverkehr von Bedeutung. Bis etwa 1900 wurde die Station mehrfach erweitert, danach blieb sie im Wesentlichen bis 1990 unverändert. Erst mit den wirtschaftlichen Auswirkungen der Wende 1989/90 brach das Transportaufkommen zusammen, bis 2001 wurden alle Schienenverkehrsverbindungen um Rochlitz eingestellt.

### Kunstbauten

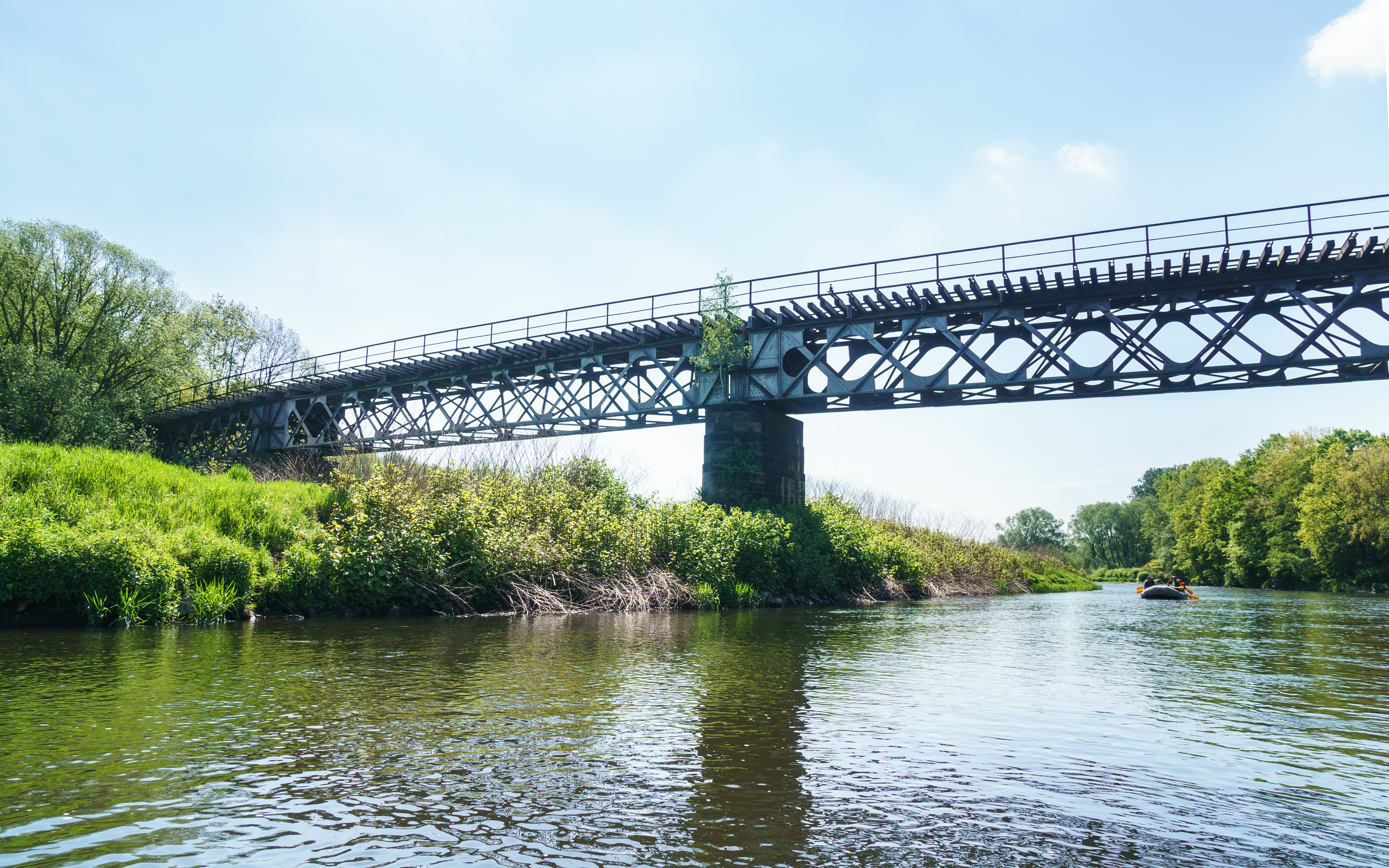
Muldenbrücke (Bahnstrecke Rochlitz–Waldheim)

Die Teile für die originalen Brücken auf der Bahnstrecke Waldheim–Rochlitz wurden vom Lauchhammerwerk geliefert.
Klosterbachbrücke ⊙
Die Fachwerkträgerbrücke zwischen Geringswalde und Klostergeringswalde war 96 m lang und 9 m hoch und damit das zweitgrößte Ingenieurbauwerk der Strecke. Sie wurde bei der Sanierung der Strecke 1988 durch eine Behelfsbrücke ersetzt. Zwischen 1991 und 1995 war der Ersatz der Widerlager und der Bau einer neuen Trägerkonstruktion geplant, unterblieb jedoch.
Muldenbrücke ⊙
Der Bau der Brücke über die Zwickauer Mulde wurde am 27. Oktober 1891 begonnen und im März 1893 beendet. Sie liegt in einer Kurve, ist 111 m lang, 11 m hoch, wog 5000 Zentner (250 t) und besteht aus Fachwerkträgern. Zwei gemauerte Pfeiler stützen sie zwischen den Widerlagern. Sie sollte zwischen 1991 und 1995 erneuert werden, jedoch unterblieb dies nach der deutschen Wiedervereinigung, obwohl ihr Zustand Einschränkungen der Achslast auf 16 t und der Höchstgeschwindigkeit auf 10 km/h erforderte.